# SAC-D
Pour les articles homonymes, voir SACD et Aquarius.
SAC-D (de l'espagnol Satelite de Aplicaciones Cientificas-D, Satellite pour applications scientifiques-D), ou Aquarius du nom du principal instrument embarqué, est un satellite argentin destiné à l'étude de la Terre emportant une charge utile internationale. Son objectif principal est de mesurer la salinité des océans. Il est lancé le 10 juin 2011 par une fusée Delta II. Sa mission d'une durée prévue de 5 ans s'achève au bout de 4 ans le 8 juin 2015 après la défaillance d'un équipement contrôlant son alimentation électrique. 

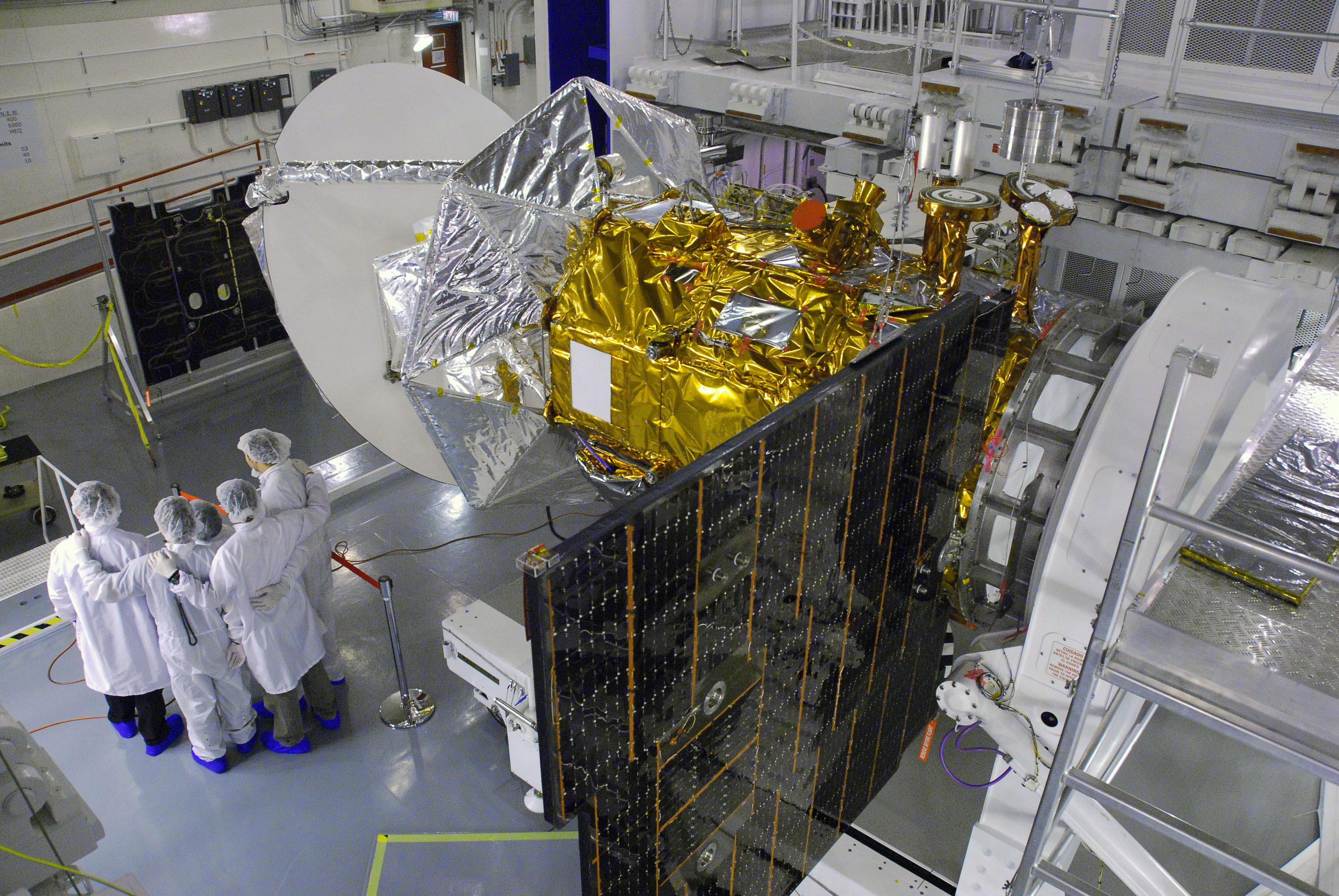

## Objectif scientifique
L'objectif principal de SAC-D est de cartographier les concentrations de sel à la surface des océans. Les données collectées doivent permettre d'étudier la capacité de stockage de la chaleur des océans ce qui permet en retour de mesurer les effets sur le climat de la Terre et le cycle de l'eau. L'instrument Aquarius de la NASA installé à bord du satellite doit ainsi permettre de modéliser les processus qui relient les changements de salinité et les changements qui affectent le climat dans le cadre du cycle global de l'eau et de comprendre comment ces variations influencent la circulation générale des océans

## Déroulement du programme
SAC-D est un programme international impliquant l'agence spatiale de l'Argentine, la CONAE et la NASA. Le 3 mars 2004 un accord formalise les contributions respectives des deux agences. Le satellite est construit en Argentine tandis que l'instrument principal Aquarius est fourni par l'agence spatiale américaine. La mission fait partie du programme Earth Observing System qui regroupe un ensemble de satellite d'observation de la Terre de la NASA chargés de collecter des données sur de longues périodes sur la surface de la Terre, la biosphère, l'atmosphère terrestre et les océans de la Terre. Par ailleurs d'autres instruments sont fournis par les agences spatiales françaises (CNES) et canadienne (ASC). Le satellite est lancé le 10 juin 2011 par une fusée Delta II 7320-10C depuis la base de Vandenberg sur la cote ouest des États-Unis. La fusée place SAC-D sur une orbite héliosynchrone à une altitude de 670 km et une inclinaison de 98°. Le satellite survole le nœud ascendant de son orbite à 18h et repasse au-dessus des mêmes régions tous les 7 jours (répétition exacte tous les 103 jours). SAC-D fournit une première carte de la salinité des océans en novembre 2011 et est déclaré opérationnel le 1er décembre.  La durée de vie prévue du satellite est de 5 ans mais le 8 juin 2015, soit un an avant l'échéance, il est victime d'une défaillance d'un équipement assurant l'alimentation électrique ce qui met fin à la mission. Le satellite a néanmoins rempli tous ses objectifs.

## Caractéristiques techniques
SAC-D est un satellite long de 4,85 mètres pour un diamètre de 2,7 mètres. Sa masse au lancement est de 1 515 kg dont 800 kg pour la plateforme et 65 kg d'ergols. L'instrument Aquarius a une masse de 375 kg et les autres instruments une masse totale de 275 kg. SAC-D dérive du satellite argentin SAC-C dont il réutilise la plateforme SSSP (Small Satellite Standard Platform) développée par INVAP (Investigaciones Aplicadas), une entreprise implantée dans la ville de Bariloche en Patagonie. Le satellite est stabilisé 3 axes et utilise 8 propulseurs brulant de l'hydrazine  pour corriger son orientation ainsi que des roues de réaction. La détermination de l'orientation est assurée avec une précision de 0,04° par deux viseurs d'étoiles, deux magnétomètres, 12 senseurs solaires grossiers et 2 récepteurs GPS. Les panneaux solaires fixes constitués de cellules photovoltaïques à l'arséniure de gallium ont une superficie de 5,2 m2 et fournissent 1,48 kW en fin de vie alors que la consommation moyenne est de 699 watts. L'énergie est stockée dans des batteries nickel cadmium d'une capacité de 50 ampères-heures. Le satellite est conçu pour une durée de vie de 3 ans avec un objectif à 5 ans.

### Instruments
L'instrument principal, Aquarius, conçu pour mesurer la salinité des océans, a été construit et est exploité par la NASA.
| Instrument | Développé par | Objectif |
| ---------- | ------------- | --- |
| Aquarius   | NASA          | Recherches sur la salinité des océans |
| CARMEN I   | CNES          | Deux expériences : SODAD, qui étudiera les débris spatiaux et ICARE, qui étudiera les radiations cosmiques et ses effets sur les équipements électroniques. |
| DCS        | CONAE         | Collecte de données sur l'environnement. |
| HSC        | CONAE         | Images des aurores boréales. |
| MWR        | CONAE         | Radiométrie |
| NIRST      | CONAE CSA     | Étude de la température des océans. |
| ROSA       | ASI           | Mesure de la température et du taux d'humidité de l'atmosphère.                                                                                             |
| TDP        | CONAE         | Démonstrateur technologique utilisant le GPS. |

### Contrôle au sol
Le centre de contrôle de SAC-D est installé au Centre spatial Teófilo Tabanera près de la ville de Alta Gracia dans la province de Cordoba qui assure par ailleurs la planification, la transmission des commandes et la surveillance des autres satellites argentins. Le centre de contrôle transfère les données d'Aquarius au Centre de vol spatial Goddard de la NASA. La station au sol primaire chargée d'assurer la liaison avec le satellite est l'Estación Terrena Córdoba (ETC) qui permet d'assurer la poursuite des engins spatiaux au-dessus du territoire de l'Argentine, du Chili, de la Bolivie, du Paraguay, d'une large partie du Pérou et du sud du Brésil. 